# 데이비드 켑
데이비드 켑(영어: David Koepp, 1963년 6월 9일 ~ )은 미국의 각본가, 영화 감독이다. 《미션 임파서블》(1996), 《스파이더맨》(2002), 《우주 전쟁》(2005) 등의 유명 영화 각본을 담당했다.
켑은 가장 좋아하는 영화로 《악마의 씨》를 꼽았으며, 가장 큰 영향을 준 인물로 브라이언 드 팔마를 지목했다.

## 제작 작품
| 연도 | 제목                                | 담당              | 비고                                             |
| ---- | ----------------------------------- | ----------------- | ------------------------------------------------ |
| 1988 | 아파트 제로                         | 각본              | 마틴 도너번과 공동                               |
| 1990 | 뱃 인플루언스                       | 각본              |                                                  |
| 1991 | 캠퍼스 군단                         | 각본              | 대니얼 퍼트리 주니어와 공동                      |
| 1992 | 죽어야 사는 여자                    | 각본              | 마틴 도너번과 공동                               |
| 1993 | 쥬라기 공원                         | 각본              | 마이클 크라이턴과 공동                           |
| 1993 | 칼리토                              | 각본              |                                                  |
| 1994 | 페이퍼                              | 각본              | 형제 스티븐 켑과 공동                            |
| 1994 | 샤도우                              | 각본              |                                                  |
| 1996 | 미션 임파서블                       | 각본              | 로버트 타운과 공동                               |
| 1996 | 트리거 이펙트                       | 각본/감독         | 로버트 타운과 공동                               |
| 1997 | 쥬라기 공원 2: 잃어버린 세계        | 각본              |                                                  |
| 1998 | 스네이크 아이                       | 각본              | 브라이언 드 팔마와 공동                          |
| 1999 | 스터 오브 에코                      | 각본/감독         |                                                  |
| 2002 | 패닉 룸                             | 각본              |                                                  |
| 2002 | 스파이더맨                          | 각본              |                                                  |
| 2004 | 시크릿 윈도우                       | 각본/감독         |                                                  |
| 2005 | 자투라: 스페이스 어드벤쳐           | 각본              | 존 캠프스와 공동                                 |
| 2005 | 우주 전쟁                           | 각본              | 조시 프리드먼과 공동                             |
| 2008 | 인디아나 존스: 크리스탈 해골의 왕국 | 각본 (screenplay) | 조지 루커스, 제프 네이선슨과 공동                |
| 2008 | 고스트 타운                         | 각본/감독         | 존 캠프스와 공동                                 |
| 2009 | 천사와 악마                         | 각본              | 아키바 골즈먼과 공동                             |
| 2009 | 펠햄 123                            | 각본              | (uncredited)                                     |
| 2012 | 프리미엄 러쉬                       | 각본/감독         | 존 캠프스와 공동                                 |
| 2012 | 맨 인 블랙 3                        | 각본              | (uncredited) 제프 네이선슨, 마이클 소시오와 공동 |
| 2014 | 잭 라이언: 코드네임 쉐도우          | 각본              | 애덤 코재드, 앤서니 페컴, 스티븐 제일리언과 공동 |
| 2015 | 모데카이                            | 감독              |                                                  |
| 2016 | 인페르노                            | 각본              |                                                  |
| 2017 | 미이라                              | 각본              |                                                  |